# III. třída okresu Svitavy
 III. třída okresu Svitavy  je pořádána Českomoravským fotbalovým svazem. Jedná se o 9. stupeň v českých fotbalových soutěžích. Hraje se každý rok od léta do jara příštího roku. Na konci ročníku nejlepší jeden až dva týmy postupují do II. třídy okresu Svitavy.

## Soutěžní týmy v sezóně 2021 - 2022

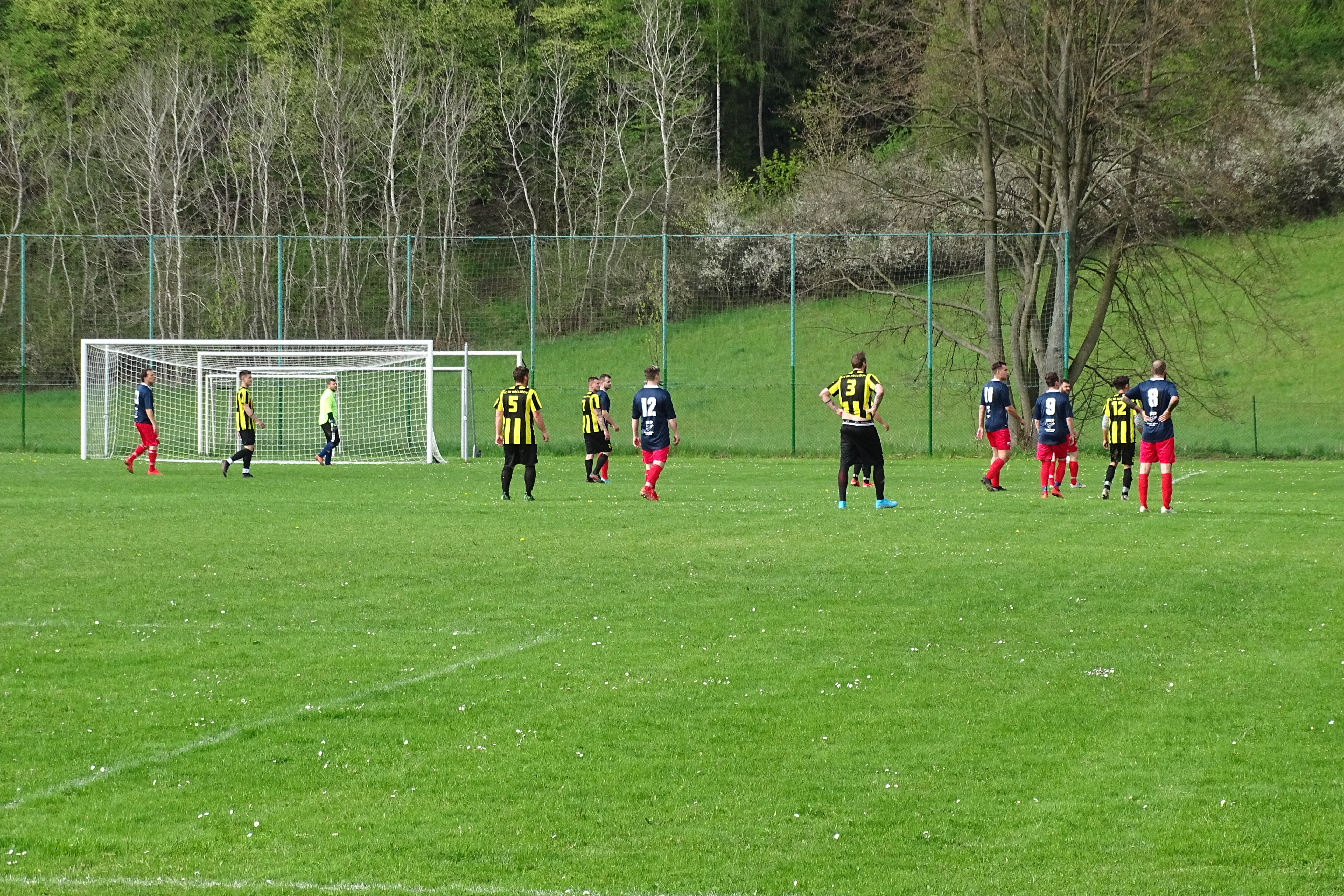
Zápas Koclířov vs. Čistá r. 2022

- Zápas Koclířov vs. Čistá r. 2022TJ Sokol Čistá
- SK FC Koclířov
- TJ Sokol Městečko Trnávka
- Slovan Moravská Třebová C
- Sportovní kluby Polička B
- FK Sebranice
- TJ Staré Město
- TJ Sokol Třebařov
- TJ Sokol Vendolí[1]

## Vítězové

### III. třída okresu Svitavy
| Ročník    | Vítězný tým                     |
| --------- | ------------------------------- |
| 2003/2004 | Sokol Sebranice                 |
| 2004/2005 | TJ Sokol Čistá                  |
| 2005/2006 | TJ Sokol Kunčina                |
| 2006/2007 | TJ Sokol Městečko Trnávka „B“   |
| 2007/2008 | TJ SK Jevíčko „B“               |
| 2008/2009 | TJ SK Jevíčko „B“               |
| 2009/2010 | TJ Staré Město                  |
| 2010/2011 | TJ Horní Újezd                  |
| 2011/2012 | TJ Metra Linhartice             |
| 2012/2013 | SK Rohozná u Poličky            |
| 2013/2014 | TJ Sokol Bystré                 |
| 2014/2015 | TJ Staré Město                  |
| 2015/2016 | SKP Slovan Moravská Třebová „B“ |
| 2016/2017 | TJ Sokol Městečko Trnávka       |
| 2017/2018 | TJ Sokol Březová nad Svitavou   |
| 2018/2019 | TJ Sokol Boršov                 |
| 2019/2020 | TJ Metra Linhartice             |
| 2020/2021 | SK Rohozná u Poličky            |